# Madison County (Alabama)
Das Madison County ist ein County im US-Bundesstaat Alabama der Vereinigten Staaten. Der Sitz der Countyverwaltung (County Seat) befindet sich in Huntsville.

## Geographie
Das County liegt im äußersten Norden von Alabama, grenzt an Tennessee und hat eine Fläche von 2105 Quadratkilometern, wovon 21 Quadratkilometer Wasserfläche sind. Es grenzt im Uhrzeigersinn an folgende Countys: Jackson County, Marshall County, Morgan County und Limestone County.

## Geschichte
Madison County wurde von Robert Williams, dem Gouverneur des Mississippi-Territoriums am 13. Dezember 1808 aus ehemaligem Land der Cherokee- und Chickasaw-Indianer gebildet. Benannt wurde es nach Präsident James Madison. Die Bezirkshauptstadt Huntsville war bis 1819 auch gleichzeitig die Hauptstadt von Alabama.

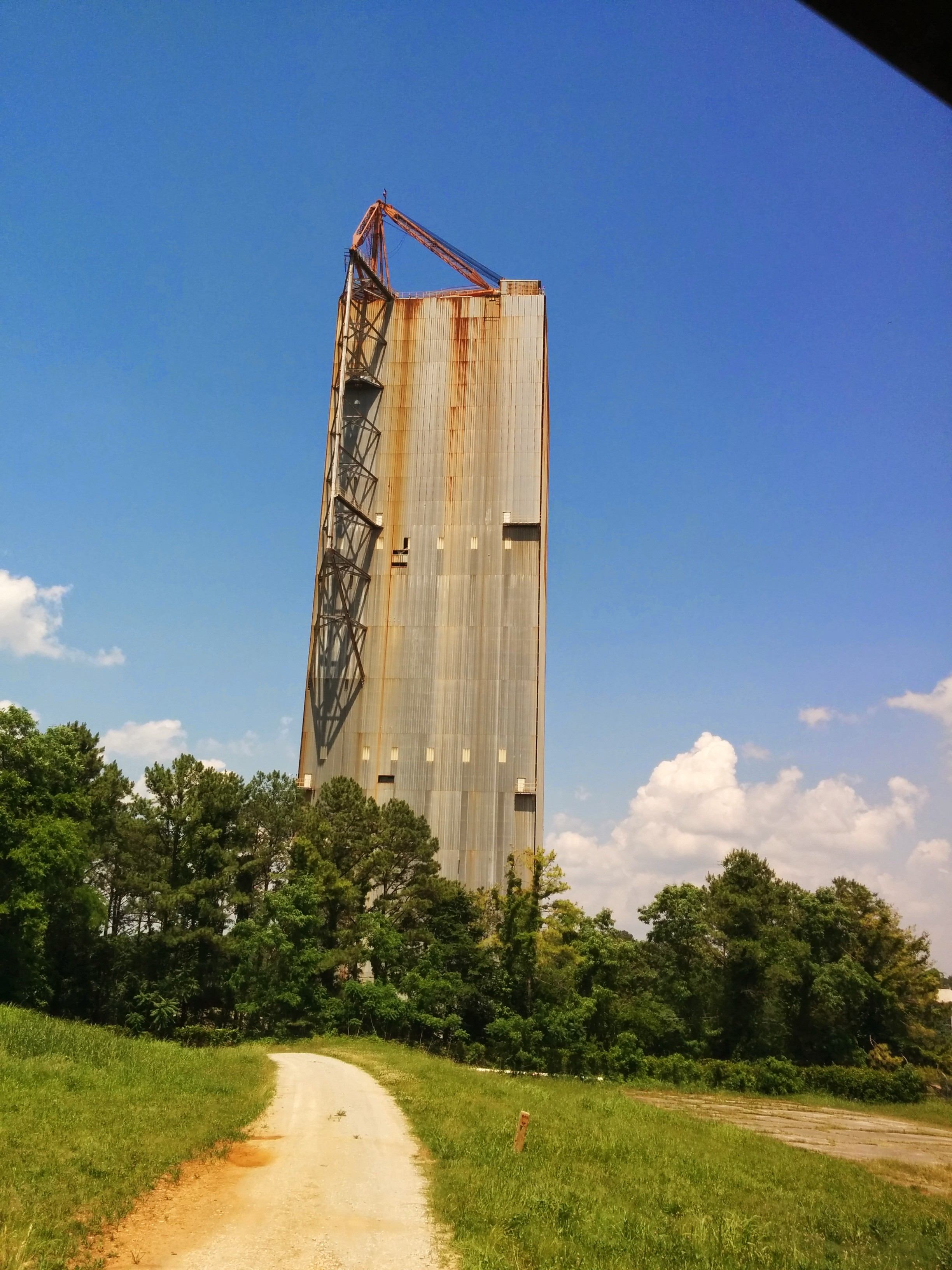
Saturn V Dynamic Test Stand (2014)

85 Bauwerke und Stätten im County sind im National Register of Historic Places (NRHP) eingetragen (Stand 4. April 2020), wobei sechs davon den Status eines National Historic Landmarks  haben. Fünf der Landmarks stehen im Zusammenhang mit dem Marshall Space Flight Center wie zum Beispiel die Propulsion and Structural Test Facility, der Saturn V Dynamic Test Stand und das Saturn V Space Vehicle.

## Demographische Daten

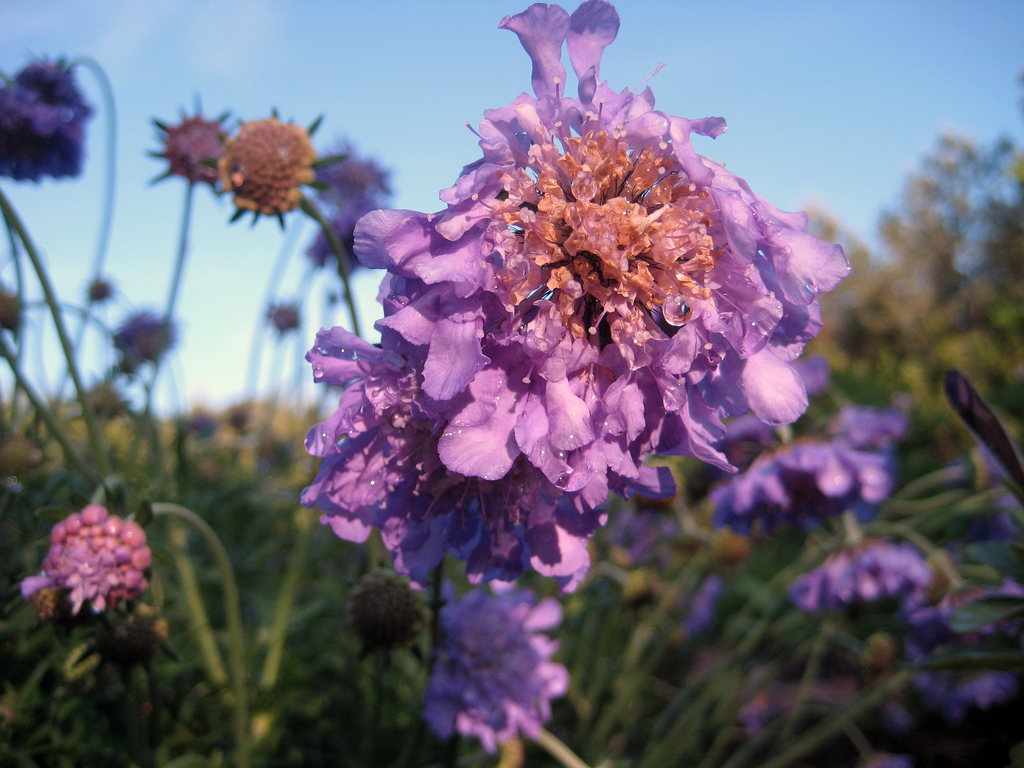
Huntsville Botanical Garden

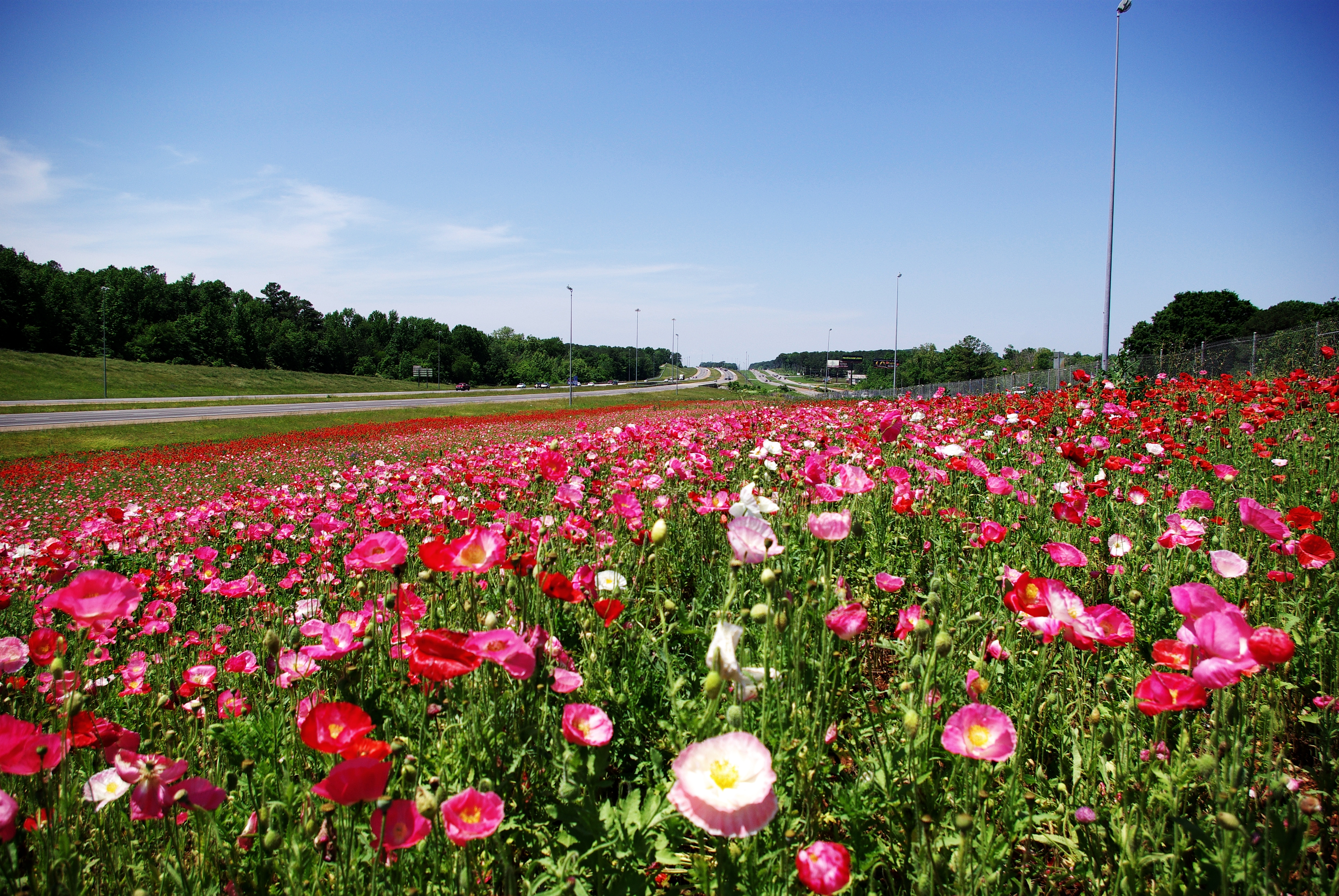
Wilde Frühlingsblumen im Madison County

Nach der Volkszählung im Jahr 2000 lebten im Madison County 276.700 Menschen. Davon wohnten 7.258 Personen in Sammelunterkünften, die anderen Einwohner lebten in 109.955 Haushalten und 75.319 Familien. Die Bevölkerungsdichte betrug 133 Einwohner pro Quadratkilometer. Ethnisch betrachtet setzte sich die Bevölkerung zusammen aus 72,06 Prozent Weißen, 22,78 Prozent Afroamerikanern, 0,77 Prozent amerikanischen Ureinwohnern, 1,86 Prozent Asiaten, 0,06 Prozent Bewohnern aus dem pazifischen Inselraum und 0,59 Prozent aus anderen ethnischen Gruppen; 1,89 Prozent stammten von zwei oder mehr Ethnien ab. 1,89 Prozent der Bevölkerung waren spanischer oder lateinamerikanischer Abstammung.
Von den 109.955 Haushalten hatten 33,0 Prozent Kinder und Jugendliche unter 18 Jahren, die bei ihnen lebten. In 53,4 Prozent lebten verheiratete, zusammen lebende Paare, 11,8 Prozent waren allein erziehende Mütter, 31,5 Prozent waren keine Familien, 27,2 Prozent aller Haushalte waren Singlehaushalte und in 7,4 Prozent lebten Menschen im Alter von 65 Jahren oder darüber. Die Durchschnittshaushaltsgröße betrug 2,45 und die durchschnittliche Familiengröße betrug 3,00 Personen.
25,6 Prozent der Bevölkerung waren unter 18 Jahre alt, 9,4 Prozent zwischen 18 und 24, 31,5 Prozent zwischen 25 und 44, 22,7 Prozent zwischen 45 und 64 und 10,8 Prozent waren 65 Jahre oder älter. Das Durchschnittsalter betrug 36 Jahre. Auf 100 weibliche Personen kamen 95,3 männliche Personen und auf Frauen im Alter von 18 Jahren und darüber kamen 92,1 Männer.
Das jährliche Durchschnittseinkommen eines Haushalts betrug 44.704 USD, das Durchschnittseinkommen einer Familie 54.360 USD. Männer hatten ein Durchschnittseinkommen von 40.779 USD, Frauen 26.534 USD. Das Prokopfeinkommen betrug 23.091 USD. 8,1 Prozent der Familien und 10,5 Prozent der Einwohner lebten unterhalb der Armutsgrenze.

## Sehenswert
Das Redstone Arsenal ist ein Gelände der US-Armee. Bekannt ist es heute vor allem durch das hier beheimatete Marshall Space Flight Center der NASA. Der Name Redstone leitet sich aus der überwiegend roten Erde der Umgebung ab.

In Huntsville befindet sich der Huntsville Botanical Garden, ein 453.000 m² großer botanischer Garten.

## Orte im Madison County
- Bailey Cove Estates
- Baltimore Hill
- Bell Factory
- Berkley
- Blue Spring Garden
- Bobo
- Brandontown
- Brookhurst
- Browns Corner
- Brownsboro
- Buckhorn
- Burrows
- Butler Mill
- Camelot
- Carter Grove
- Cavalry Hill
- Cedar Point
- Chapman Heights
- Chase
- Chelsea
- Cherrytree
- Clarkdale
- Clift Acres
- Cluttsville
- Dallas
- Darwin Downs
- Davis Hills
- Deposit
- Dug Hill
- Echols Hill
- Edmonton Heights
- Elko
- Elkwood
- Elon
- English Village
- Fairview
- Farley
- Fisk
- Five Points
- Fleming Hills
- Fleming Meadows
- Flemington Heights
- Gladstone
- Greenfield
- Greenwycke Village
- Gurley
- Haden
- Harvest
- Haysland Estates
- Hazel Green
- Hillandale
- Hillsboro
- Hobbs Island
- Hoover
- Huntsville
- Huntsville Park
- Jeff
- Jones Valley Estates
- Keys Mill
- Lakewood
- Lily Flagg
- Lincoln
- Longwood
- Madison
- Madison Crossroads
- Maple Hill
- Maplewood
- Mayfair
- Maysville
- McCaleb Mill
- Meadow Hills
- Mercury
- Meridianville
- Mint Spring
- Monrovia
- Moontown
- Moores Mill
- Mount Carmel
- Mount Lebanon
- Nebo
- New Haven
- New Hope
- New Market
- New Sharon
- Nolan Hills
- Normal
- North Daye Hill
- Northside Acres
- Norton
- Oak Grove
- Oak Park
- Oakwood
- Old Monrovia
- Owens Cross Roads
- Parkway Estates
- Piedmont
- Plevna
- Rainbow
- Rainbow Mountain Heights
- Ready Crossing
- Redstone Park
- Rideout Village
- Roseboro
- Ryland
- Saint Clair Store
- Shady Lane
- Sherwood Park
- Skinem
- Skyline Acres
- Steele Crossing
- Sublett Mill
- Sulphur Springs
- Sunset Cove
- Swancott
- Terry Heights
- The Highlands
- Three Forks
- Toney
- Triana
- Union Grove
- Vaughn Corners
- Weatherly Heights
- West Huntsville
- Western Hills Estates
- Westlawn
- Whitesburg
- Whitesburg Estates
- Willowbrook
- Willowbrook Estates